# La Liga de 1996–97

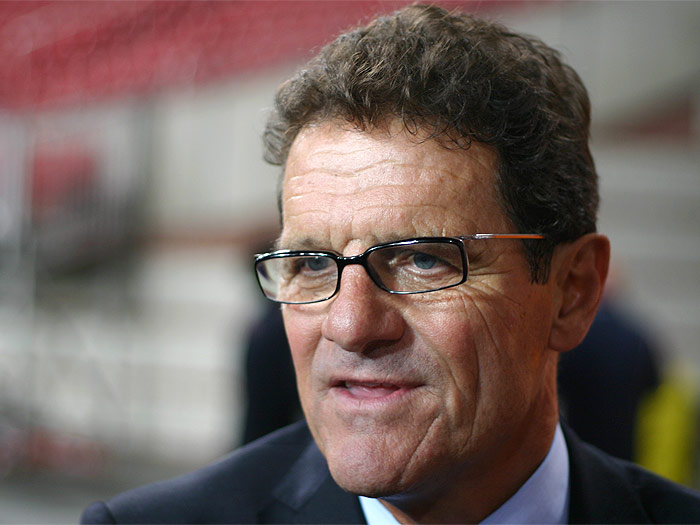
Fabio Capello estreou com o Real Madrid e foi campeão.

A La Liga de 1996–97 da Primeira Divisão de Espanha foi a edição 66ª do campeonato e teve o Real Madrid como vencedor. O campeonato foi disputado entre o dia 31 de agosto de 1996 e o dia 23 de junho de 1997 e o time madrilenho sagrou-se campeão pela 27ª vez em sua história.

## Equipas participantes e estádios
Pelo segundo ano consecutivo, Extremadura teve um estreante na primeira divisão do futebol espanhol. O modesto Clube de Futebol Extremadura substituiu o rebaixado CP Mérida.

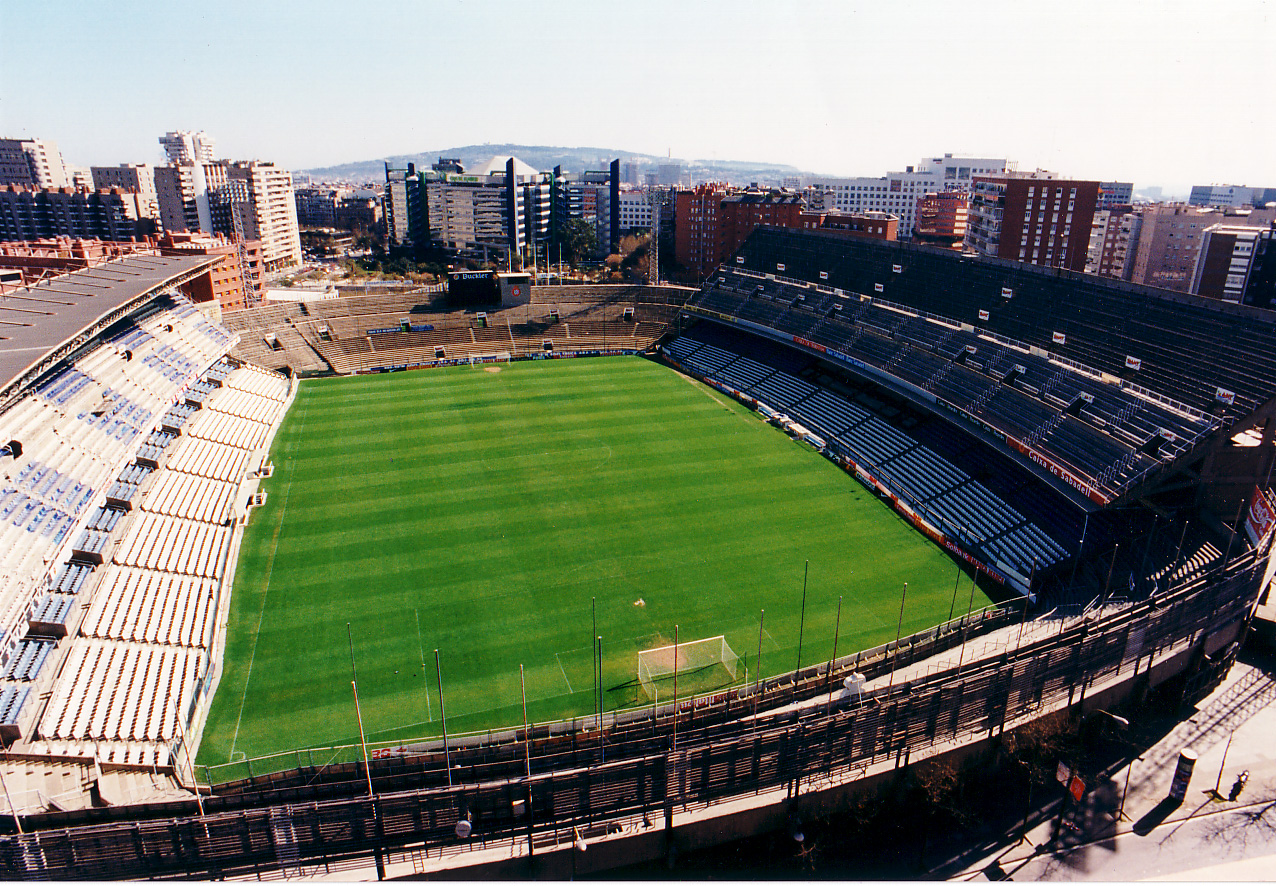
O Estádio de Sarriá, em Barcelona, local do primeiro gol na história da liga, hospedado pela última vez o futebol da primeira divisão depois de 68 anos.

Por segunda e última temporada, disputou-se a chamada Liga dos 22.
| Equipe                | Cidade                 | Estádio                   |
| --------------------- | ---------------------- | ------------------------- |
| Athletic Bilbao       | Bilbao                 | San Mamés                 |
| Atlético de Madrid    | Madri                  | Vicente Calderón          |
| Barcelona             | Barcelona              | Camp Nou                  |
| Betis                 | Sevilla                | Benito Villamarín         |
| Celta de Vigo         | Vigo                   | Balaídos                  |
| Compostela            | Santiago de Compostela | San Lázaro                |
| Desportivo da Corunha | A Corunha              | Riazor                    |
| Espanyol              | Barcelona              | Sarriá                    |
| Extremadura           | Almendralejo           | Francisco da Hera         |
| Hércules              | Alicante               | José Rico Pérez           |
| Logroñés              | Logroño                | Las Gaunas                |
| Oviedo                | Oviedo                 | Carlos Tartiere           |
| Racing de Santander   | Santander              | El Sardinero              |
| Raio Vallecano        | Madri                  | Vallecas                  |
| Real Madrid           | Madri                  | Santiago Bernabeu         |
| Real Sociedad         | San Sebastián          | Anoeta                    |
| Sevilla               | Sevilla                | Ramón Sánchez Pizjuán     |
| Sporting de Gijón     | Gijón                  | El Molinón                |
| Tenerife              | Santa Cruz de Tenerife | Heliodoro Rodríguez López |
| Valencia              | Valencia               | Mestalla                  |
| Valladolid            | Valladolid             | José Zorrilla             |
| Zaragoza              | Zaragoza               | La Romareda               |

Esta foi a última temporada que o Espanyol disputou seus jogos no campo da Estrada de Sarriá, sede da equipa barcelonés desde o início da une em 1929. O estádio foi demolido em setembro de 1997 depois de 74 anos de história.

## Sistema de competição
A Primeira Divisão de Espanha 1996/97 foi organizada por une-a Nacional de Futebol Profissional (LFP).
Constava de um grupo único integrado por vinte e dois clubes de toda a geografia espanhola. Seguindo um sistema de une, as vinte e duas equipas enfrentaram-se todos contra todos em duas ocasiões -uma em campo próprio e outra em campo contrário- somando um total de 42 jornadas. A ordem dos encontros decidiu-se por sorteio dantes de começar a competição.
A classificação final estabeleceu-se com arranjo aos pontos obtidos na cada confronto, a razão de três por partido ganhado, um por empatado e nenhum em caso de derrota. Os mecanismos para desempatar a classificação, se ao finalizar o campeonato duas equipas igualavam a pontos, foram os seguintes:
1. O que tivesse uma maior diferença entre golos a favor e na contramão nos confrontos entre ambos.
2. Se persiste o empate, o que tivesse a maior a diferença de golos a favor e na contramão em todos os encontros do campeonato.

Em caso de empate a pontos entre três ou mais clubes, os sucessivos mecanismos de desempate previstos pelo regulamento foram os seguintes:
1. A melhor pontuação da que à cada um corresponda a tenor dos resultados dos partidos jogados entre si pelos clubes implicados.
2. A maior diferença de golos a favor e na contramão, considerando unicamente os partidos jogados entre si pelos clubes implicados.
3. A maior diferença de golos a favor e na contramão tendo em conta todos os encontros do campeonato.
4. O maior número de golos a favor tendo em conta todos os encontros do campeonato.

### Efeitos da classificação
A equipe que mais pontos somou ao final do campeonato foi proclamado campeão de une e obteve o direito automático a participar na seguinte edição da Liga dos Campeões da UEFA. A partir desta temporada, o vice-campeão de une também obtém a classificação para a Une de Campeões, ainda que disputando as eliminatórias preliminares. Por sua vez, o campeão da Copa do Rei obteve a classificação para próxima edição da Recopa da Europa.
Esta temporada une-a espanhola vontade uma cota na Copa da UEFA, passando de três a quatro representantes. Estas quatro praças são para as equipas melhor classificados, sem contar os que acedem à Une de Campeões e a Recopa.
Devido à redução do campeonato de vinte e dois a vinte equipas, os quatro últimos classificados desceram diretamente a Segunda Divisão, sendo substituídos a próxima temporada pelo campeão e o vice-campeão desta categoria. Por sua vez, o 18º classificado de Primeira disputou uma promoção de permanência com o terceiro classificado da Segunda.

### Inscrição de futebolistas
A principal novidade desta temporada é a entrada em vigor do telefonema Sentencia Bosman, que supõe que os futebolistas nascidos em países da União Europeia deixam de ocupar praça de estrangeiro. Deste modo, os clubes podem ter em seus modelos uma cota ilimitada de jogadores comunitários.
Assim mesmo, a partir desta temporada o número máximo de jogadores inscritos por modelo se amplia de 22 a 25 fichas federativas. Destas, até um máximo de seis podem corresponder a futebolistas estrangeiros, isto é, jogadores cuja nacionalidade não corresponda aos países da União Europeia, tendo em conta que nos partidos só podem se alinhar simultaneamente um máximo de quatro.

## Classificação final
| Pos | Equipa                 | PJ | PG | PE | Pg | GF  | GC | DG  | Pts |
| --- | ---------------------- | -- | -- | -- | -- | --- | -- | --- | --- |
| 1   | Real Madrid            | 42 | 27 | 11 | 4  | 85  | 36 | 49  | 92  |
| 2   | FC Barcelona           | 42 | 28 | 6  | 8  | 102 | 48 | 54  | 90  |
| 3   | Deportivo de La Coruña | 42 | 21 | 14 | 7  | 57  | 30 | 27  | 77  |
| 4   | Real Betis             | 42 | 21 | 14 | 7  | 81  | 46 | 35  | 77  |
| 5   | Atlético de Madrid     | 42 | 20 | 11 | 11 | 76  | 64 | 12  | 71  |
| 6   | Athletic Bilbao        | 42 | 16 | 16 | 10 | 72  | 57 | 15  | 64  |
| 7   | Real Valladolid        | 42 | 18 | 10 | 14 | 57  | 46 | 11  | 64  |
| 8   | Real Sociedad          | 42 | 18 | 9  | 15 | 50  | 47 | 3   | 63  |
| 9   | CD Tenerife            | 42 | 15 | 11 | 16 | 69  | 57 | 12  | 56  |
| 10  | Valencia CF            | 42 | 15 | 11 | 16 | 63  | 59 | 4   | 56  |
| 11  | SD Compostela          | 42 | 13 | 14 | 15 | 52  | 65 | -13 | 53  |
| 12  | RCD Espanyol           | 42 | 14 | 9  | 19 | 51  | 57 | -6  | 51  |
| 13  | Racing de Santander    | 42 | 11 | 17 | 14 | 52  | 54 | -2  | 50  |
| 14  | Real Zaragoza          | 42 | 12 | 14 | 16 | 58  | 66 | -8  | 50  |
| 15  | Sporting de Gijón      | 42 | 13 | 11 | 18 | 45  | 63 | -18 | 50  |
| 16  | Celta de Vigo          | 42 | 12 | 13 | 17 | 51  | 54 | -3  | 49  |
| 17  | Real Oviedo            | 42 | 12 | 12 | 18 | 49  | 65 | -16 | 48  |
| 18  | Rayo Vallecano         | 42 | 13 | 6  | 23 | 43  | 62 | -19 | 45  |
| 19  | CF Extremadura         | 42 | 11 | 11 | 20 | 35  | 64 | -29 | 44  |
| 20  | Sevilla FC             | 42 | 12 | 7  | 23 | 50  | 69 | -19 | 43  |
| 21  | Hércules CF            | 42 | 12 | 5  | 25 | 40  | 77 | -37 | 41  |
| 22  | CD Logroñés            | 42 | 9  | 6  | 27 | 33  | 85 | -52 | 33  |

| Classificado para a fase de grupos de une-a de Campeões da UEFA 1997-98        |
| Classificado para a segunda rodada prévia de une-a de Campeões da UEFA 1997-98 |
| Classificado para a Copa da UEFA 1997-98                                       |
| Classificado para a Recopa de Europa 1997-98                                   |
| Classificado para a promoção de permanência em Primeira Divisão                |
| Rebaixado a Segunda Divisão                                                    |

PJ = Partidas jogadas; PG = Partidas ganhadas; PE = Partidas empatadas; #PP = Partidas perdidas; GF = Gols a favor ; GC = Gols-contra; DG = Diferencia de gols; Pts = Pontos

### Promoção de permanência
| Ida:         |     |                |
| RCD Mallorca | 1-0 | Rayo Vallecano |

| Volta:         |     |              |                 |
| Rayo Vallecano | 2-1 | RCD Mallorca | Global: 2-2 (v) |

## Resultados
| Ath          | Atl | Bar | Bet | Cel | Com | Dep | Esp | Ext | Hér | Log | Rac | Ray | Mad | Ovi | Rso | Sev | Spo | Tem | Val | Vad | Zar |
| ------------ | --- | --- | --- | --- | --- | --- | --- | --- | --- | --- | --- | --- | --- | --- | --- | --- | --- | --- | --- | --- | --- |
| A. Bilbao    | 1-1 | 2-1 | 0-3 | 2-2 | 2-2 | 1-0 | 2-2 | 0-0 | 5-0 | 6-0 | 2-2 | 3-2 | 1-0 | 3-2 | 1-3 | 0-0 | 4-0 | 2-0 | 2-0 | 0-0 | 2-2 |
| A. de Madrid | 2-1 | 2-5 | 2-2 | 2-0 | 4-1 | 0-2 | 2-1 | 1-1 | 3-0 | 2-0 | 1-0 | 1-3 | 1-4 | 3-0 | 2-2 | 3-2 | 2-1 | 0-3 | 1-4 | 3-1 | 5-1 |
| Barcelona    | 2-0 | 3-3 | 3-0 | 1-0 | 3-0 | 1-0 | 2-1 | 3-0 | 2-3 | 8-0 | 1-0 | 6-0 | 1-0 | 2-2 | 3-2 | 4-0 | 4-0 | 1-1 | 3-2 | 6-1 | 4-1 |
| Betis        | 3-0 | 3-2 | 2-4 | 1-1 | 0-0 | 1-2 | 1-2 | 3-1 | 2-1 | 5-1 | 2-2 | 3-0 | 1-1 | 4-0 | 2-1 | 3-3 | 0-1 | 3-1 | 1-1 | 2-0 | 2-2 |
| Celta        | 0-2 | 1-1 | 1-3 | 0-2 | 1-2 | 1-1 | 2-2 | 0-1 | 3-0 | 4-0 | 1-1 | 2-0 | 4-0 | 3-1 | 1-1 | 4-2 | 2-1 | 3-1 | 1-1 | 0-2 | 0-0 |
| Compostela   | 1-1 | 3-1 | 1-5 | 0-2 | 2-1 | 0-0 | 3-1 | 4-0 | 2-2 | 1-2 | 1-1 | 2-1 | 1-2 | 0-2 | 1-2 | 2-0 | 2-1 | 1-1 | 0-3 | 1-1 | 2-1 |
| D. La Coruña | 2-2 | 0-0 | 0-1 | 3-0 | 2-2 | 1-0 | 2-0 | 1-0 | 4-0 | 4-1 | 2-1 | 1-1 | 1-1 | 3-0 | 1-0 | 3-0 | 0-0 | 0-0 | 1-0 | 0-2 | 1-0 |
| Espanyol     | 0-2 | 0-0 | 2-0 | 0-0 | 0-0 | 0-2 | 0-1 | 5-1 | 2-1 | 5-1 | 0-0 | 0-0 | 0-2 | 2-0 | 3-0 | 1-0 | 2-3 | 1-0 | 3-2 | 1-0 | 3-0 |
| Extremadura  | 1-2 | 2-4 | 1-3 | 0-3 | 2-0 | 1-1 | 1-0 | 3-0 | 0-0 | 3-0 | 1-2 | 1-0 | 0-0 | 0-2 | 1-0 | 0-1 | 1-2 | 2-0 | 1-0 | 1-1 | 2-1 |
| Hércules     | 3-2 | 0-2 | 2-1 | 0-1 | 0-2 | 1-0 | 1-3 | 1-2 | 2-1 | 1-0 | 0-1 | 1-0 | 2-3 | 1-1 | 2-1 | 3-0 | 1-1 | 3-1 | 0-2 | 1-0 | 1-1 |
| Logroñés     | 1-4 | 0-3 | 0-1 | 2-1 | 0-3 | 1-1 | 1-2 | 1-0 | 0-0 | 3-2 | 1-1 | 0-2 | 0-2 | 1-1 | 1-0 | 2-0 | 0-2 | 0-1 | 2-1 | 0-1 | 1-2 |
| Racing       | 1-2 | 1-1 | 1-1 | 1-1 | 1-0 | 2-2 | 1-1 | 1-1 | 2-3 | 1-2 | 2-1 | 1-2 | 2-2 | 1-0 | 1-2 | 1-4 | 2-0 | 1-2 | 3-2 | 2-0 | 1-2 |
| R. Vallecano | 1-1 | 1-2 | 1-2 | 0-4 | 3-0 | 0-1 | 1-2 | 0-1 | 3-0 | 2-1 | 1-0 | 0-0 | 1-0 | 2-2 | 1-0 | 2-0 | 0-1 | 1-2 | 3-1 | 1-2 | 1-1 |
| R. Madrid    | 1-0 | 3-1 | 2-0 | 2-2 | 4-0 | 0-0 | 3-2 | 2-0 | 5-0 | 3-0 | 0-0 | 2-1 | 1-0 | 6-1 | 6-1 | 4-2 | 3-1 | 0-0 | 4-2 | 1-0 | 2-0 |
| Oviedo       | 2-0 | 4-1 | 2-4 | 1-1 | 2-1 | 2-2 | 0-1 | 3-1 | 0-0 | 2-0 | 2-1 | 1-5 | 0-2 | 2-3 | 0-0 | 1-0 | 0-0 | 1-3 | 3-0 | 1-1 | 1-0 |
| R. Sociedad  | 0-0 | 1-1 | 2-0 | 0-1 | 1-2 | 4-1 | 1-1 | 1-0 | 3-0 | 2-1 | 2-1 | 2-0 | 3-1 | 1-2 | 1-0 | 1-0 | 1-1 | 3-0 | 0-1 | 0-0 | 1-0 |
| Sevilla      | 4-2 | 0-0 | 0-1 | 0-3 | 2-0 | 0-1 | 0-1 | 3-1 | 0-0 | 5-0 | 1-4 | 0-0 | 2-0 | 1-3 | 2-1 | 2-3 | 2-1 | 2-1 | 0-2 | 2-2 | 1-2 |
| Sporting     | 2-4 | 0-1 | 0-0 | 2-4 | 2-1 | 1-1 | 1-1 | 4-3 | 1-1 | 2-0 | 2-0 | 0-1 | 3-0 | 0-1 | 0-0 | 0-0 | 1-1 | 2-1 | 2-1 | 1-2 | 2-0 |
| Tenerife     | 3-3 | 2-3 | 4-0 | 0-1 | 0-0 | 6-0 | 2-1 | 5-1 | 2-1 | 3-1 | 2-0 | 2-2 | 1-2 | 1-1 | 2-2 | 0-1 | 0-2 | 6-0 | 2-1 | 1-3 | 3-3 |
| Valencia     | 5-2 | 3-1 | 1-1 | 1-1 | 2-0 | 2-1 | 1-1 | 1-1 | 0-0 | 3-0 | 0-1 | 1-1 | 1-0 | 1-1 | 2-1 | 0-1 | 4-2 | 2-1 | 2-1 | 2-4 | 1-1 |
| Valladolid   | 0-0 | 0-3 | 3-1 | 1-3 | 0-1 | 3-1 | 1-1 | 2-1 | 4-0 | 1-0 | 2-1 | 3-0 | 4-0 | 1-1 | 0-1 | 3-0 | 0-1 | 1-0 | 0-2 | 4-1 | 1-1 |
| Zaragoza     | 1-1 | 2-3 | 3-5 | 2-2 | 1-1 | 1-3 | 1-2 | 1-0 | 3-1 | 2-0 | 2-2 | 0-2 | 3-2 | 1-2 | 1-0 | 3-0 | 2-1 | 5-0 | 1-1 | 1-1 | 1-0 |

## Artilheiro (Troféu Pichichi)
Em sua estreia na Liga Espanhola, o brasileiro Ronaldo ganhou o Troféu Pichichi com o terceiro melhor recorde de gols da história, 34 gols, batendo o recorde de gols marcados numa temporada por um jogador do Barcelona. Seu recorde também lhe permitiu conquistar a Bota de Ouro da UEFA como melhor goleador das equipes europeias.

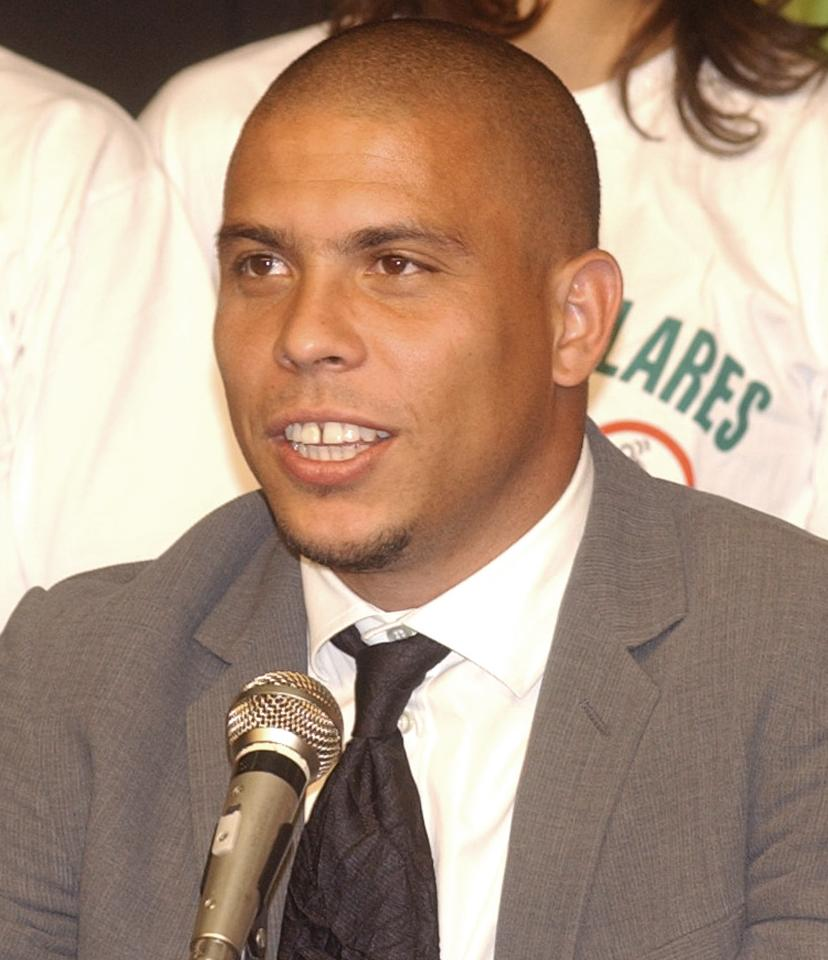
Ronaldo viveu um excelente momento com a camisa do Barcelona.

| Pos | Jogador               | Equipe                 | Gols |
| --- | --------------------- | ---------------------- | ---- |
| 1º  | Ronaldo               | Barcelona              | 34   |
| 2º  | Alfonso Pérez         | Real Betis             | 25   |
| 3º  | Davor Šuker           | Real Madrid            | 24   |
| 4º  | Raúl González         | Real Madrid            | 21   |
|     | Rivaldo               | Deportivo de La Coruña | 21   |
| 6º  | Oli Álvarez           | Real Oviedo            | 19   |
| 7º  | Luis Enrique Martínez | Barcelona              | 17   |
|     | Christopher Ohen      | Compostela             | 17   |
|     | José Ángel Ziganda    | Athletic Bilbao        | 17   |
| 10º | Víctor Fernández      | Real Valladolid        | 16   |
|     | Luboslav Penev        | Compostela             | 16   |
|     | Ismael Urzaiz         | Athletic Bilbao        | 16   |

## Outros prêmios

### Troféu Zamora
Apesar de ser veterano, Jacques Songo'o estreou nesta temporada na Primeira Divisão de Espanha conseguindo o Troféu do Diário Marca de goleiro menos vazado do Campeonato.
Para concorrer ao Troféu Zamora, foi necessário disputar 60 minutos em, no mínimo, 28 partidos. Em caso de empate, venceu o jogador com maior número de partidas disputadas.
| Pos | Jogador             | Equipe              | Gols | Partidas | Média |
| --- | ------------------- | ------------------- | ---- | -------- | ----- |
| 1º  | Jacques Songo'o     | Deportivo La Coruña | 28   | 37       | 0,76  |
| 2º  | Bodo Illgner        | Real Madrid         | 31   | 40       | 0,78  |
| 3º  | César Sánchez       | Real Valladolid     | 41   | 39       | 1,05  |
| 4º  | Toni Prats          | Real Betis          | 45   | 40       | 1,13  |
| 5º  | Alberto López       | Real Sociedad       | 47   | 41       | 1,15  |
| 6º  | Vítor Baía          | Barcelona           | 43   | 37       | 1,16  |
| 7º  | José María Ceballos | Racing de Santander | 49   | 40       | 1,23  |
| 8º  | Richard Dutruel     | Celta de Vigo       | 44   | 35       | 1,26  |
| 9º  | Toni Jiménez        | Espanyol            | 44   | 34       | 1,29  |
| 10º | Marcelo Ojeda       | Tenerife            | 46   | 35       | 1,31  |

### Troféu Guruceta
A Diário Marca voltou a premiar a Antonio Jesús López Nieto como melhor árbitro da Primeira Divisão.
| Pos. | Árbitro (colégio)         | Pontos | Partidas | Cociente |
| ---- | ------------------------- | ------ | -------- | -------- |
| 1º   | Antonio Jesús López Nieto | 35     | 21       | 1,67     |
| 2º   | Celino Graça Redondo      | 29     | 19       | 1,53     |
| 3º   | Manuel Díaz Vega          | 30     | 20       | 1,50     |

### Troféu EFE
Os futebolistas brasileiros foram os grandes protagonistas da temporada. O barcelonista Ronaldo impôs-se a seus colegas de Seleção, Roberto Carlos e Rivaldo no Troféu EFE. Ao Melhor jogador de Primeira Divisão Ibero-americana.
| Pos. | Jogador        | Equipe               | Coeficiente |
| ---- | -------------- | -------------------- | ----------- |
| 1º   | Ronaldo        | Barcelona            | 6,9         |
| 2º   | Roberto Carlos | Real Madrid          | 6,8         |
| 3º   | Rivaldo        | Desportivo La Coruña | 6,5         |